# Purbayasa (Pangkah)
Purbayasa is een bestuurslaag in het regentschap Tegal van de provincie Midden-Java, Indonesië. Purbayasa telt 1876 inwoners (volkstelling 2010).